# Stœ̆ng Trêng (prowincja)
Stœ̆ng Trêng (khm. ស្ទឹងត្រែង) – prowincja w północnej Kambodży.
Prowincja podzielona jest na 5 dystryktów:
- Sésan
- Siĕm Bok
- Siĕm Pang
- Stœ̆ng Trêng
- Thalabârivăt